# Lymantica pruinosa
Lymantica pruinosa is een vlinder uit de familie spinneruilen (Erebidae), onderfamilie donsvlinders (Lymantriinae). De wetenschappelijke naam van deze soort is voor het eerst geldig gepubliceerd in 1879 door Butler.
De soort komt voor in tropisch Afrika.